# Jenny Alm
Jenny Alm (født 10. April 1989 i Uddevalla, Sverige) er en tidligere svensk håndboldspiller, der optrådte i den danske liga og for det svenske landshold. Hun deltog bl.a. under VM 2011 i Brasilien.
Hun har tidligere spillet for København Håndbold, Team Esbjerg, IK Sävehof og HF Kroppskultur Dam.